# Danh sách tập phim Digimon Adventure
Digimon Adventure là phim hoạt hình Nhật Bản sản xuất bởi Toei Animation. Phim có tổng cộng 54 tập. Phim được phát sóng trên Fuji Television từ ngày 7 tháng 3 năm 1999 đến 26 tháng 3 năm 2000. Phim của đạo diễn Kakudō Hiroyuki và sản xuất bởi Okuda Keisuke  Nội dung phim kể về chuyến phiêu lưu của bảy đứa trẻ được chọn đến Thế giới Kĩ thuật số và chống lại các quái thú gây hại thế giới.
Ca khúc mở đầu chính series là "Butter-Fly" của Wada Kouji. Bài "I wish" của Maeda Ai được dùng làm nhạc chủ đề kết thúc 26 tập đầu còn 28 tập còn lại là bài "keep on". Nhạc lồng trong phim gồm ba bài: "brave heart" của Miyazaki Ayumi, "Seven" của Wada Kouji và "Yūki o Tsubasa ni Shite" (勇気を翼にして "Winging the Courage") của Fujita Toshiko.

## Tổng quan
| Mùa | Mùa | Số tập | Số tập | Phát sóng gốc      | Phát sóng gốc       |
| Mùa | Mùa | Số tập | Số tập | Phát sóng lần đầu  | Phát sóng lần cuối  |
| --- | --- | ------ | ------ | ------------------ | ------------------- |
|     | 1   | 54     | 54     | 7 tháng 3 năm 1999 | 26 tháng 3 năm 2000 |

## Danh sách tập
| STT tập phim | Tên tập phim | Ngày phát sóng gốc   | Ngày phát sóng tiếng Việt |
| --- | --- | -------------------- | ------------------------- |
| | |                      |                           |
| 1 | "Bị cuốn trôi? Hòn đảo phiêu lưu!" "Hyōryū? Bōken no Shima!" (漂流? 冒険の島!)                                                                                  | 7 tháng 3 năm 1999   | 10 tháng 11 năm 2016      |
| Taichi, Sora, Yamato, Takeru, Kōshirō, Mimi và Jō đi cắm trại theo trường vô tình nhặt được những thiết bị kì lạ rồi bị cuốn đi vào thế giới kỹ thuật số khi vừa từ trong ngôi đền trên đỉnh đồi gần khu cắm trại bước ra sau bão tuyết. Ở đó nhóm bạn lần lượt gặp những con vật kì lạ nói là đã chờ đợi nhóm bạn từ lâu và tự nhận mình là Quái vật kĩ thuật số, chúng lần lượt là Koromon, Motimon, Pyocomon, Tokomon, Tsunomon, Pukamon và Tanemon. Khi chưa biết được mình đang ở đâu trên hòn đảo kì lạ gọi là đỏ Dữ Liệu thì Kuwagamon xuất hiện tấn công và truy đuổi nhóm bạn đến mõm đá. Ngay lúc đó, các con vật kì lạ đó biến đổi hình dạng lần lượt thành Agumon, Tentomon, Piyomon, Patamon, Gabumon, Gomamon và Palmon phản công lại Kuwagamon nhưng nó đã phá mõm đá khiến tất cả đều rơi xuống vực sâu. | |                      |                           |
| 2 | "Bùng nổ tiến hóa! Greymon" "Bakuretsu Shinka! Gureimon" (爆裂進化! グレイモン)                                                                                 | 14 tháng 3 năm 1999  | 14 tháng 11 năm 2016      |
| Nhóm bạn cùng với các Digimon của mình bị rơi xuống sông từ mỏm đá và bị cuốn trôi ra bờ biển. Tại đó nhóm bạn thấy một hàng bốt điện thoại đang reo và ai nấy đều cố gắng gọi điện về nhà nhưng không được. Đến trưa, Shellmon tấn công bất khi nhóm bạn đang nghỉ ngơi ở đó, tuy nhiên chỉ có Agumon có thể chiến đấu được. Thế nhưng cả Agumon lẫn Taichi đều bị Shellmon khống chế. Đến lúc này Augumon tiến hóa thành Greymon và đẩy Shellmon ra khỏi bãi biển mà nó đang sinh sống để cứu nguy cho nhóm bạn. | |                      |                           |
| 3 | "Sói xanh! Gaurumon" "Aoki Ōkami! Garurumon" (蒼き狼! ガルルモン)                                                                                               | 21 tháng 3 năm 1999  | 15 tháng 11 năm 2016      |
| Nhóm bạn Taichi tiếp tục đi đến một cái hồ và thấy một chiếc xe điện ở trên hòn đảo giữa hồ và hàng chục cột điện xung quanh đảo. Khi đến nơi trời đã tối nên cả nhóm quyết định nghỉ đêm tại đó, còn Taichi và Yamato đều không ngủ để canh đêm. Bất chợt đốm lửa bén vào đuôi của Seadramon đang bị kẹt trong hòn đảo đó và nó điên cuồng tấn công nhóm bạn. Yamato từ ngoài bờ bơi vào thì bị Seadramon dùng đuôi siết chặt đến gần như ngạt thở. Thấy Yamato đang gặp nguy, Gabumon tiến hóa lên thành Garurumon đánh bại Seadramon. Do lúc đó trời vừa sáng nên nhóm bạn đều quá mệt mỏi vì phải thức trắng nguyên đêm. | |                      |                           |
| 4 | "Màu đỏ nóng bỏng! Birdramon" "Shakunetsu! Bādoramon" (灼熱! バードラモン)                                                                                      | 28 tháng 3 năm 1999  | 16 tháng 11 năm 2016      |
| Những chiếc răng cưa màu đen kì lạ bay lơ lửng trên trời gây chú ý đến nhóm bạn khi họ đi qua sa mạc toàn mạt sắt. Cuối cùng, cả nhóm bước vào ngôi làng của Pyocomon ở cuối con đường. Trong khi lấy nước ở xung quanh làng thì nguồn nước bỗng dưng phụt lửa thay vì nước. Taichi nhìn từ xa phát hiện Meramon đang điên loạn chạy xuống từ đỉnh núi Miharashi và tiến thẳng đến ngôi làng nên cậu cho tất cả dân làng chạy xuống hồ nước đã bị cạn trơ đáy ẩn nấp. Sau đó Meramon đuổi kịp và tấn công lại nhóm bạn. Trong lúc Sora đang suy sụp vì Piyomon bị đánh bại, ngay lúc đó nó tiến hóa thành Birdramon hạ Meramon và ông đã trở lại bình thường sau khi bánh răng đen đã tách ra khỏi người. | |                      |                           |
| 5 | "Sóng điện! Kabuterimon" "Denkō! Kabuterimon" (電光! カブテリモン)                                                                                              | 4 tháng 4 năm 1999   | 17 tháng 11 năm 2016      |
| Nhóm bạn Taichi đi đến nhà máy năng lượng khi Kōshirō thắc mắc máy tính của mình vẫn hoạt động bình thường dù bị mất điện. Tại đó, cậu phát hiện ra trong buồng năng lượng chính có các ký hiệu mà cậu cần phải giải mã. Trong khi đó, Taichi, Jō và Sora cứu Andromon đang bị mắc kẹt trong máy nén. Thế nhưng Andromon quay lại tấn công cả ba người. Cả nhóm bạn từ bỏ chạy đến tiến hóa để chống trả Andromon nhưng không được. Trong lúc này, Kōshirō dùng những mã lệnh cầu đã dùng để giải mã và nó vô tình tạo sự tiến hóa từ Tentomon lên Kabuterimon. Lúc này Kōshirō phát hiện chân của Andromon có dấu hiệu lạ nên Kabuterimon đã đánh vào đó và lấy ra bánh răng đen đang nhập vào đó. Sau đó Andromon chỉ đường cho nhóm bạn ra đường cống thoát nước dưới nhà máy. | |                      |                           |
| 6 | "Palmon nổi giận tiến hóa!" "Parumon Ikari no Shinka!" (パルモン怒りの進化!)                                                                                    | 11 tháng 4 năm 1999  | 21 tháng 11 năm 2016      |
| Từ dưới đường cống thoát nước đến trên mặt đất nhóm bạn vẫn không thoát khỏi cuộc càn quét của Numemon. Thế nhưng trong lúc đó, Monzaemon xuất hiện giúp nhóm bạn đẩy lui Numemon nhưng quay lại bắt nhóm Taichi thành đồ chơi cho các đồ chơi trong thành phố của mình, còn nhóm Agumon thì bị giam trong rương. Riêng Mimi và Palmon may mắn thoát nạn và tiến vào thành phố đồ chơi. Khi biết được mọi chuyện, Mimi phải đối đầu trực tiếp với Monzaemon với sự yểm trợ của các Numemon. Lúc này, Palmon tiến hóa thành Togemon và đấu tay đôi với Monzaemon. Cuối cùng Monzaemon đã thức tỉnh sau khi bị Togemon đánh bại để đẩy bánh răng đen ra khỏi người mình. | |                      |                           |
| 7 | "Tiếng gầm! Ikkakumon" "Hōkō! Ikkakumon" (咆哮! イッカクモン)                                                                                                   | 18 tháng 4 năm 1999  | 22 tháng 11 năm 2016      |
| Sau khi đi qua vùng băng tuyết, nhóm bạn dừng chân ở khu vực hồ nước sôi ở gần đó. Tối hôm đó, do không chịu nổi cuộc sống những ngày vừa qua cộng thêm bị Gomamon giễu cợt, Jō đã nổi cáu với đàn em trong nhóm và hoàn toàn bất lực trước tranh cãi giữa Taichi và Yamato về việc có nên leo núi Vô hạn hay không. Giữa đêm, vì muốn khắc phục sự bất lực của bản thân, Jō quyết tâm leo núi một mình để khẳng định vai trò của người anh cả trong nhóm. Rạng sáng, Sora biết được Jō leo núi một mình nên cô cùng Taichi đi theo rồi thấy Jō và Gomamon bị Unimon tấn công sau khi bánh răng đen nhập vào nó nên cả hai cùng ứng cứu nhưng không thành. Nhờ quyết tâm của Jō, Gomamon tiến hóa thành Ikkakumon tấn công Unimon để giải thoát nó khỏi sự khống chế của bánh răng đen. Sau trận chiến này, nhóm bạn quyết định leo lên đỉnh núi Vô hạn. | |                      |                           |
| 8 | "Sứ giả bóng đêm, Devimon!" "Yami no Shisha Debimon!" (闇の使者デビモン!)                                                                                       | 25 tháng 4 năm 1999  | 23 tháng 11 năm 2016      |
| Sau khi lên đỉnh núi mà không có kết quả, nhóm bạn liền xuống núi. Dọc đường, cả nhóm đều bị Leomon và Orgemon phục kích tấn công nhưng đã may mắn thoát khỏi trận mật phục đó khi các Digimon của mình tiến hóa đẩy lui kẻ thù. Đến chiều, cả nhóm thấy một tòa biệt thự dưới chân núi nên tất cả quyết định vào trong đó ăn uống, tắm rửa, nghỉ ngơi mà không hề biết đó là bẫy của kẻ điều khiển bánh răng cưa đen, Devimon. Nửa đêm, cả nhóm bất ngờ tỉnh giấc khi Devimon xuất hiện biến tòa nhà thành đống đổ nát, đồng thời chia đảo Dữ Liệu thành nhiều mảng rồi ném tất cả từng người vào từng mảng khác nhau. Trong lúc đối đầu với Devimon, Taichi vô tình hóa giải sức mạnh bóng tối mà Leomon bị bánh răng xâm nhập trước đó không lâu khi vô tình chạm vào Digivice của cậu rồi ông đẩy cậu và Agumon ra mảng đảo khác gần đó đang trôi đi xa. | |                      |                           |
| 9 | "Chạm trán! Digimon băng giá" "Gekitotsu! Reitō Dejimon" (激突! 冷凍デジモン)                                                                                   | 2 tháng 5 năm 1999   | 24 tháng 11 năm 2016      |
| Mảng đảo mà Taichi và Agumon đang đứng va vào một mảng của vùng băng tuyết, tại đó Yukidarumon tấn công cả hai vì bị bánh răng đen điều khiển. Sau khi được hóa giải, Yukidarumon giúp Taichi và Agumon đi qua một mảng khác cũng là vùng băng giá cho đến khi trời sáng Trong khi trên mảng kia, Yamato suýt bị chết cóng khi cố gắng tìm Takeru trong bão tuyết đến nỗi Gabumon phải nằm đè lên người để sưởi ấm cho cậu. Thế nhưng sáng hôm sau, chỉ vì Takeru mà Taichi và Yamato cãi vã đến mức đánh nhau. Sau đó cả bốn bị Mojyamon tấn công trong trạng thái đang bị Devimon thao túng, Yukidarumon vừa về kịp lúc hỗ trợ Greymon và Garurumon lấy bánh răng đen ra khỏi người Mojyamon. Khi đó, Garurumon vô tình phát hiện hàng chục bánh răng sau vách núi nên phá hủy toàn bộ và mảng đảo này quay trở về núi Vô Hạn. | |                      |                           |
| 10 | "Người giữ đền, Centarumon!" "Shugosha Kentarumon!" (守護者ケンタルモン!)                                                                                       | 9 tháng 5 năm 1999   | 28 tháng 11 năm 2016      |
| Sáng hôm sau, Mimi và Palmon gặp Sukamon và Chumon và cả hai tìm cách tán tỉnh cô nhưng không thành sau khi đã giúp Mimi và Palmon qua mảng đảo đang trôi song song. Trong khi đó, Kōshirō phát hiện một phế tích của một ngôi đền ở đây. Thế nhưng, do Kōshirō không để ý đến mình, Mimi giận dỗi chạy vào sâu trong đền và bị lạc trong đó, Tentomon đuổi theo cũng bị lạc vì bên trong ngôi đền chính là một mê cung có rất nhiều bẫy. Dù đã được Kōshirō hướng dẫn lối thoát nhưng vừa đi được nửa quãng đường thì Centarumon xông đến tấn công Mimi đến nỗi Kōshirō phải phá tường để ứng cứu. Sau khi được hóa giải khỏi bánh răng đen, Centarumon thấy Digivice của Mimi và Kōshirō nên đã cho cả hai biết thêm về nó nhưng không thể phá được bánh răng đen ở cửa vào. Mặc cho Centarumon can ngăn, Leomon xông vào tấn công Kōshirō và Mimi vì bị điều khiển lần nữa nhưng đã bỏ đi do ánh sáng của Digivice phát ra. Sau đó Mimi lại càu nhàu vì Kōshirō rồi đá vào cái bánh răng lớn và mảng đảo đó vô tình quay về mảng đảo trung tâm. | |                      |                           |
| 11 | "Vũ điệu của ma! Bakemon" "Odoru Bōrei! Bakemon" (踊る亡霊! バケモン)                                                                                           | 16 tháng 5 năm 1999  | 29 tháng 11 năm 2016      |
| Jō và Gomamon bị trôi trên biển ngay trong đêm, lúc này Orgemon tấn công cậu nhưng do Orgemon sợ nước mặn nên Jō cùng Ikkakumon nhanh chóng tẩu thoát nhưng giữa đường lại bị chìm xuống do đuối sức và may mắn cắn phải dây câu của Sora từ một mảng đảo khác. Khi tỉnh lại, Jō cùng Sora đi lên đỉnh đồi và thấy một ngôi nhà thờ ở giữa nghĩa trang và có hội hè ở sau nhà thờ này. Khi bước vào nhà thờ, những giáo sĩ trong đó liền hiện nguyên hình là Bakemon và những người tham gia hội hè cũng vậy. Do không thể tiến hóa được vì đói nên cả bốn đều bị Bakemon tóm gọn, Gomamon và Piyomon bị giam vào ngục trong khi Jō và Sora bị đem đi tế sống. Lợi dụng sự sơ hở của Bakemon canh ngục, Gomamon và Piyomon dụ hắn lấy thức ăn để tiếp thêm năng lượng và tiến hóa. Tất cả đều chạy ra nhà thờ chiến đấu với Bakemon lớn nhưng không thể đánh bại được. Jō lợi dụng điểm yếu tâm linh của ma quỷ để làm suy yếu đi sức mạnh của Bakemon và tiêu diệt hắn một cách dễ dàng.Các bánh răng dưới lòng đất bị phá hủy và mảng đảo này trở về mảng chính, Jō cùng Sora quyết định đi thẳng đến ngọn núi vô hạn. | |                      |                           |
| 12 | "Cuộc phiêu lưu! Patamon và tôi" "Bōken! Patamon to Boku" (冒険! パタモンと僕)                                                                                  | 23 tháng 5 năm 1999  | 30 tháng 11 năm 2016      |
| Takeru và Patamon bị rơi xuống gần một thác nước ở một mảng đảo khác. Từ đó cả hai tiếp tục đi đến một ngôi làng chất đầu gối và lót chăn gọi là làng Khởi Nguyên là nơi các Digimon sinh ra và tiến hóa. Sau đó không lâu, các Digimon sơ sinh đồng loạt khóc vì đói nên cả Takeru và Patamon đều phải chạy từ chỗ này sang chỗ kia để dỗ từng con một. Một Digimon khác chăm sóc các Digimon sơ sinh ở đây là Elecmon tưởng cả hai bắt nạt bọn chúng nên đã tấn công. Sau một trận đấu khẩu không được nên cả Patamon và Elecmon xông vào đánh nhau làm cho các Digimon sơ sinh hoảng sợ đến khi Takeru can ngăn mới thôi. Cuối cùng, Takeru bày ra trò chơi phân định thắng thua giữa Elecmon và Patamon, sau đó Patamon thắng và Elecmon chấp nhận làm hòa với Takeru và Patamon. Trong trận chiến nhỏ đó, Patamon không thể tiến hóa được do Takeru không muốn đánh nhau xảy ra. | |                      |                           |
| 13 | "Angemon thức tỉnh!" "Enjemon Kakusei!" (エンジェモン覚醒!) | 30 tháng 5 năm 1999  | 1 tháng 12 năm 2016       |
| Leomon và Orgemon bất ngờ xuất hiện tấn công Takeru và Patamon nhưng may mắn là Yamato, Taichi, Mimi và Kōshirō đến ứng cứu kịp thời. Và rồi, Leomon bị thêm vài bánh răng nhập vào trở nên tà ác hơn rồi nhắm đến Takeru nhưng Taichi và Yamato dùng Digivice của mình thanh tẩy Leomon ngay sau đó. Sau khi hồi tỉnh, Leomon nói cho nhóm bạn một lời tiên tri về thế giới số bị hủy diệt và được hồi sinh rồi tất cả đi qua mảng chính của hòn đảo để đối đầu trực tiếp với Devimon. Devimon dùng toàn bộ sức mạnh bóng tối để lớn lên rồi xuất hiện khống chế tất cả nhưng Jō và Sora từ mảng đảo của Bakemon đến ứng cứu kịp thời. Nhóm Agumon, trừ Patamon, đồng loạt tiến hóa tấn công Devimon nhưng bị đánh bại nhanh chóng, sau đó hắn nhắm đến giết Patamon. Ngay lúc này, Patamon tiến hóa thành Angemon và tập trung toàn bộ sức mạnh của nhóm Greymon tiêu diệt Devimon, còn Angemon hi sinh do dùng hết sức mạnh của mình, những chiếc lông còn lại từ cánh của Angemon tập trung trước mặt Takeru và biến thành quả trứng Digi. Sau khi Devimon bị tiêu diệt, các mảng còn lại của đảo Dữ Liệu trở lại và hợp nhất lại thành hòn đảo hoàn chỉnh. | |                      |                           |
| 14 | "Căng buồm - đến lục địa mới!" "Shukkō Shin Tairiku e!" (出航・新大陸へ!)                                                                                       | 6 tháng 6 năm 1999   | 5 tháng 12 năm 2016       |
| Sau khi Devimon bị tiêu diệt, nhóm bạn thấy xuất hiện ảo ảnh của một người đàn ông cao niên tự nhận mình là Gennai và là người đã gọi nhóm Taichi đến Thế giới kĩ thuật số. Gennai mời nhóm bạn đến lục địa Sever để chiến đấu với một số Digimon và tìm các huy hiệu và hộp đựng ở đó, đồng thời ông còn tiết lộ những huy hiệu này có thể giúp các Digimon của nhóm tiến hóa lên cấp độ cao hơn. Sau một đêm bàn luận để quyết định, sáng hôm sau, nhóm bạn làm bè để đi đến lục địa Sever cùng với sự hỗ trợ của Lemon và một số Digimon mà nhóm bạn đã gặp trên đảo, sau đó các bạn rời khỏi đảo Dữ Liệu dau khi chiếc bè hoàn thành. Dọc đường, Whamon bất ngờ xuất hiện nuốt chửng chiếc bè, khi xuống tới dạ dày của Whamon, Taichi thấy một bánh răng đen nên cậu phải trào lên dùng Digivice của mình phá hủy nó. Sau khi được hóa giải, Whamon đưa nhóm bạn đến một hang động dưới đáy biển để lấy hộp đựng nhưng bị Drimogemon chặn đường. Gomamon và Tentomon phải tiến hóa để lấy bánh răng đen ra khỏi người Drimogemon, Cùng lúc này, Takeru tìm thấy hộp đựng trong cửa hàng. Sau đó, nhóm bạn được Whamon đưa đến lục địa Sever do cái bè đã bị vỡ. | |                      |                           |
| 15 | "Etemon! Lối vào của quỷ" "Etemon! Aku no Hanamichi" (エテモン! 悪の花道)                                                                                       | 13 tháng 6 năm 1999  | 6 tháng 12 năm 2016       |
| Sáng hôm sau, nhóm bạn Taichi đến lục địa Sever và từ bờ biển đi vào khoảng nửa tiếng đi bộ là đến ngôi làng của Koromon. Thế nhưng, lúc này dân làng không phải là Koromon mà là Pagumon. Dù cho có sự nghi ngờ nhầm lẫn nhưng nhóm bạn vẫn ở lại đó. Tối hôm đó, Poyomon tiến hóa lên Tokomon nhưng nửa đêm bị Pagumon bắt đi. Sáng hôm sau, nhóm bạn chia nhau đi tìm Tokomon, Mimi phát hoảng vì thấy Botamon ở bên cạnh mình. Trong khi đó, Agumon tìm thấy Tokomon và các Koromon bị giam ở sau thác nước nên báo hiệu cho nhóm bạn đến giải cứu. Khi Gerymon vừa đánh bại Gazimon và nhóm bạn giải cứu Tokomon và các Koromon thì Etemon xuất hiện dùng hệ thống mạng phá hủy ngôi làng và lấy đi năng lượng tiến hóa của Greymon, đồng thời lấp cửa hang ở đằng sau thác nước. Tất cả đi đến cuối hang động, sau đó Taichi lấy được huy hiệu của mình và cuối hang mở ra một cửa khác, thế rồi tất cả nhanh chóng ra khỏi hang. | |                      |                           |
| 16 | "Tiến hóa bóng tối! SkullGreymon" "Ankoku Shinka! Sukarugureimon" (暗黒進化! スカルグレイモン)                                                                  | 20 tháng 6 năm 1998  | 7 tháng 12 năm 2016       |
| Từ khi có huy hiệu của riêng mình, Taichi tỏ ra đắc ý và làm đủ mọi cách để ép Agumon tiến hóa lên cấp cao hơn Greymon. Sau đó, hộp đựng huy hiệu của Jō phát tín hiệu dẫn nhóm bạn đến một đấu trường mà không hề biết là rơi vào bẫy của Etemon nên tất cả bị sập bẫy lồng điện. Còn Agumon phải tiến hóa lên Greymon để chiến đấu với Greymon khác bị Etemon điều khiển và rồi bị đánh bại nhanh chóng. Trong khi đó, Jō tìm thấy huy hiệu của mình ở dưới nền đất ở chỗ nhóm bạn bị sập bẫy và nó mở ra một đường hầm dẫn ra khán đài. Taichi buộc phải dùng huy hiệu của mình để cưỡng bức Greymon tiến hóa. Thế nhưng, trái với ý cậu mong muốn, Greymon bị tiến hóa bóng tối thành SkullGreymon. Sau khi tiến hóa, SkullGreymon tiêu diệt Greymon kia cùng với phá hủy hệ thống mạng của Etemon rồi quay lại tấn công nhóm bạn và tán phá mọi thứ xung quanh cho đến khi cạn năng lượng. Rất may là SkullGreymon chỉ bị thoái hóa thành Koromon thay vì bị mất mạng do tiến hóa bóng tối gây ra. | |                      |                           |
| 17 | "Thuyền trưởng tàu ảnh ảo, Kokatorimon!" "Maboroshi Senchō Kokatorimon!" (幻船長コカトリモン!)                                                                  | 27 tháng 6 năm 1999  | 8 tháng 12 năm 2016       |
| Sau lần tiến hóa nguy hiểm của Greymon, nhóm bạn hầu như không có hứng thú đến huy hiệu, thậm chí Taichi còn trách móc Gennai khi ông chỉ ra sai lầm trong cách huấn luyện của cậu. Ngay lúc đó, một chiếc du thuyền dừng lại trước mặt nhóm bạn, và rồi tất cả leo lên đó để nghỉ ngơi, tắm rửa và ăn uống. Tuy nhiên nhóm bạn không hề biết chiếc du thuyền này của Kokatorimon, một tay chân của Etemon. Do không thể báo về cho Etemon được nên Kokatorimon bất ngờ biến nhóm Agumon thành tượng và bắt nhóm Taichi đem đi phơi nắng. Riêng Sora, Mimi, Piyomon và Palmon kịp thời ra khỏi buồng tắm và bị Kokatorimon đuổi đến mũi tàu. Không còn cách nào khác, Piyomon và Palmon phải tiến hóa và đánh bay hắn rơi xuống ống khói nhưng chưa chết, còn các Numemon lột bỏ đồ thủy thủ rồi chạy xuống tàu. Nhóm bạn xuống tàu để đi tiếp cuộc hành trình nhưng du thuyền của Kokatorimon đuổi theo nên tất cả phải chạy nấp sau một cây xương rồng lớn. Chiếc du thuyền va chạm với cây xương rồng bị hất bay lên trời và nổ tung do dây cáp nối với con tàu bị chập điện. Sau đó một chiếc huy hiệu nữa từ hoa xương rồng đến với hộp đựng của Mimi. | |                      |                           |
| 18 | "Tiên thú! Piccolomon" "Yōsei! Pikkoromon" (妖精! ピッコロモン)                                                                                                 | 4 tháng 7 năm 1999   | 12 tháng 12 năm 2016      |
| Kuwagamon bất ngờ xuất hiện tấn công nhóm bạn. Do còn sợ bị cưỡng bức tiến hóa nên Agumon không dám tiến hóa, Taichi xông vào che chắn Agumon khiến cả nhóm bạn phải hốt hoảng đến khi Piccolomon xuất hiện tiêu diệt Kuwagamon. Piccolomon chỉ thẳng nhược điểm của nhóm bạn và đưa tất cả về nơi ở của mình. Do nơi ở của Piccolomon nằm ở trong kết giới nên Etemon không phát hiện ra. Khi đến nơi, Piccolomon yêu cầu nhóm bạn lau dọn nhà cửa, còn Taichi và Agumon được đưa vào hang động để huấn luyện. Nửa đêm, Yamato và Kōshirō xuống núi đi tìm huy hiệu của mình. Sáng hôm sau, cả hai tìm thấy huy hiệu dưới cái giếng nằm ngoài kết giới nhưng bị Etemon phát hiện và bị Tyranomon tấn công, kết giới của Piccolomon bị phá hủy. Trong khi đó, Taichi và Agumon quay về thời điểm cậu mới tập đạp xe. Sau lần đó, cậu hiểu ra mọi chuyện và ra khỏi hang động. Agumon có thể tiến hóa trở lại mà không còn sợ hãi, nhanh chóng đến tiêu diệt Tyranomon cùng phá hủy mạng lưới của Etemon. | |                      |                           |
| 19 | "Mê cung của Nanomon" "Meikyū no Nanomon" (迷宮のナノモン) | 11 tháng 7 năm 1999  | 13 tháng 12 năm 2016      |
| Takeru tìm thấy huy hiệu của mình ở trên vách núi và mở ra một hang động, trong đó các các ký hiệu mà Kōshirō đã từng thấy khi còn ở đảo Dữ liệu. Từ đó nhóm bạn dần biết được về thế giới song song với thế giới thực cũng như các Digimon được tạo thành ra sao. Sau khi đã giải mã hàng ký tự đó xong, lối đi trong hang được mở rộng qua một sa mạc dẫn đến một kim tự tháp ngược. Hôm sau, Taichi, Sora, Kōshirō và Jō đi vào bên trong kim tự tháp để cứu người đã gửi cho nhóm bạn tín hiệu cầu cứu trước khi Takeru lấy huy hiệu của mình. Thế nhưng, cả bốn đều phát hiện Etemon đã đến đứng xung quanh từ hôm qua nên tất cả nhanh chóng vào trong đó mà hắn không hề biết. Đến nơi, nhóm Taichi biết được người đã gửi tín hiệu cầu cứu là Nanomon đang bị giam ở đây sau khi bị Etemon đánh bại. Tuy nhiên, nhóm bạn bị Etemon phát hiện xông vào ngăn cản Taichi nhưng không kịp. Nanomon được giải phóng, đánh bại Etemon rồi quay lưng phản lại nhóm Taichi, cuối cùng hắn bắt Sora và Piyomon đi xuống tầng dưới cùng của kim tự tháp trước sự bất lực của Taichi. | |                      |                           |
| 20 | "Tiến hóa hoàn hảo! MetalGreymon" "Kanzentai Shinka! Metarugureimon" (完全体進化! メタルグレイモン)                                                             | 25 tháng 7 năm 1999  | 14 tháng 12 năm 2016      |
| Đêm hôm đó, Kōshirō phát hiện tầng cuối cùng của kim tự tháp nơi Nanomon ẩn nấp. Cùng lúc tại đó, Sora phát hiện mình đang bị Nanomon đem đi sao chép để hắn dùng bản sao đó cùng với huy hiệu cuối cùng của cô làm công cụ trả thù cho Etemon. Sáng hôm sau, đội quân của Etemon bao vây xung quanh kim tự tháp. Không còn cách nào khác, Jō, Ikkakumon, Mimi, Togemon, Yamato và Garurumon đánh lạc hướng đội quân của Etemon ra khỏi kim tự tháp để Taichi, Agumon, Kōshirō và Tentomon vào trong đó. Khi trở lại vị trí mình đã bỏ lại vào hôm qua, Taichi liều mình vượt qua bức tường điện để rồi huy hiệu của cậu phát sáng. Khi vượt qua bức tường đó, Taichi kịp thời cứu Sora và Piyomon rồi nhanh chóng ra khỏi đó để tránh sự đụng độ giữa Etemon và Nanomon. Thế nhưng, cuộc đụng độ nhanh chóng kết thúc khi Etemon nhập các dữ liệu virus dưới kim tự tháp hút tất cả vào trong. Taichi dùng huy hiệu của mình vừa phát sáng giúp Greymon siêu tiến hóa thành MetalGreymon rồi đánh trúng khối dữ liệu của Etemon. Đòn đánh này vô tình tạo nên một lỗ hổng không gian hút Etemon vào trong, Taichi và MetalGreymon cũng bị hút vào theo. | |                      |                           |
| 21 | "Koromon đại chiến ở Tokyo!" "Koromon Tōkyō Daigekitotsu!" (コロモン東京大激突!)                                                                                | 1 tháng 8 năm 1999   | 15 tháng 12 năm 2016      |
| Sau khi bị hút vào lỗ hổng không gian đó, Taichi và Koromon nhận ra mình đang đứng ở giữa Tokyo. Thế rồi cậu về thẳng nhà mình nhưng lại nhận ra thời điểm mình trở về đúng vào trưa ngày cậu đi cắm trại và bị cuốn vào thế giới số, ngày 1 tháng 8 năm 1999, hôm đó Hikari phải ở nhà vì bị ốm. Khác với những người xung quanh, Hikari không hề sợ sệt khi thấy Koromon. Taichi ăn uống và nghỉ trưa ở nhà bỗng phát hiện các Digimon mà mình từng gặp ở thế giới số và biết chúng là nguyên nhân gây ra các tình trạng bất thường về thời tiết ở thế giới thực. Cậu không ngần ngại ôm Koromon ra ngoài và đối đầu với Orgemon, Hikari cũng chạy ra ngoài theo cậu. Koromon không thể đánh được Orgemon, bỗng nhiên trên trời xuất hiện lỗ hổng không gian rồi Koromon tiến hóa lên Agumon đẩy Orgemon vào lỗ hổng đó rồi bị hút vào trong đó. Mặc cho Hikari núi tay giữ lại nhưng Taichi vẫn bị hút vào lỗ hổng không gian ở trên trời. | |                      |                           |
| 22 | "Lời cám dỗ của tiểu yêu, PicoDevimon" "Sasayaku Koakuma Pikodebimon" (ささやく小悪魔ピコデビモン)                                                              | 8 tháng 8 năm 1999   | 19 tháng 12 năm 2016      |
| Taichi và Agumon trở về nơi cả hai đã đánh bại Etemon. Cả hi đi qua sa mạc và đến một khu công viên trò chơi thì thấy Tokomon nằm buồn rũ rượi cùng Digivice và huy hiệu của Takeru. Tokomon cho biết những người còn lại tưởng Taichi đã chết sau một tháng đi tìm cậu mà không có kết quả nên đã mạnh ai nấy đi, còn Takeru bị PicoDevimon dụ dỗ bỏ Tokomon và đi theo hắn. Khi gặp lại Takeru, cậu bé vẫn không chịu nhận mình sai và vẫn đổ thừa cho Tokomon. Trong khi đó, PicoDevimon phát hiện Gizamon đã bị mất trí nhớ do ăn phải loại nấm lạ nên đã hái một vài cây để dụ Taichi và Takeru ăn để dễ nghe lời hắn. Thế nhưng, nhờ Sora và Piyomon cảnh báo từ xa, Agumon vạch trần bộ mặt thật của PicoDevimon, Takeru dần tỉnh ngộ và quay về với Tokomon theo lời khuyên của Taichi. Lúc này, Tokomon tiến hóa trở lại thành Patamon, đánh bại PicoDevimon. Sau đó, Takeru và Patamon đã làm hòa trở lại. | |                      |                           |
| 23 | "Người bạn thân! WereGarurumon" "Tomo yo! Wāgarurumon" (友よ! ワーガルルモン)                                                                                   | 15 tháng 8 năm 1999  | 20 tháng 12 năm 2016      |
| Jō bị DeviDevimon dụ đến dùng bữa tại quán ăn của Digitamamon nhưng lại bị bắt làm việc không công để trừ nợ vì cậu không thể chi trả được phần ăn của mình do quán chỉ thanh toán bằng Dollar Mỹ. Yamato bước vào quán này cũng thấy hoàn cảnh như vậy nên cậu đã đồng ý giúp Jō mà không biết Digitamamon đã nhận tiền hối lộ của PicoDevimon để hắn phá Jō nhằm giữ cậu lại quán lâu dài. Đến một hôm, do không chịu nổi cảnh bóc lột của quán và nghi ngờ Jō quá hậu đậu, cộng thêm tối hôm trước bị PicoDevimon xúi giục nên Yamato đã to tiếng với Jō và rời khỏi quán. Đúng lúc này, Taichi và Takeru vừa đến quán liền lập tức vạch trần mọi rắc rối mà Jō và Yamato đã gặp đều nằm trong ý định của PicoDevimon. Gabumon và Gomamon tiến hóa đánh Digitamamon nhưng Vegiemon túm Takeru để gây áp lực. Không còn cách nào khác, Jō đành phải phi thân xuống Vegiemon để cứu Takeru rồi cuối cùng để hắn siết chặt cho đến ngạt thở. Yamato hối hận những gì đã làm với Jō để rồi huy hiệu của cậu phát sáng. Yamato dùng huy hiệu của mình vừa phát sáng giúp Garurumon siêu tiến hóa thành WereGarurumon rồi đánh bại Digitamamon. Vegiemon chịu sức ép của WereGarurumon và Ikkakumon nên đành thả Jō xuống rồi bỏ chạy. Sau đó, nhóm Taichi chia ra đi tìm những người còn lại. | |                      |                           |
| 24 | "Hủy diệt! AtlurKabuterimon" "Gekiha! Atorākabuterimon" (撃破! アトラーカブテリモン)                                                                            | 22 tháng 4 năm 1998  | 21 tháng 12 năm 2016      |
| PicoDevimon cắm nhiều biển báo hiệu giả để lừa Kōshirō và Tentomon vào nơi ở của Vademon. Ở đó, cậu bị ép từ bỏ bản tính tò mò và chấp nhận mọi sự sai khiến của Vademon, kể cả phải đưa cho hắn Digivice và huy hiệu của mình. Trước đó, Taichi từ thế giới thực cố gắng liên lạc với Kōshirō qua máy tính nhưng cậu không quan tâm. Do không có Digivice bên cạnh Kōshirō, Tentomon dần thoái hóa xuống Motimon rồi thành Babumon. Giọt nước mắt của Babumon giúp cậu nhận ra con người và bản chất thật của mình nên quyết định lấy lại Digivice và huy hiệu, nhất là bản tính tò mò của mình. Trong khi đó, Vademon và PicoDevimon cãi nhau vì PicoDevimon muốn lấy huy hiệu của Kōshirō nhưng lại không có phân để trao đổi cho Vademon. Nhân cơ hội đó, Kōshirō lấy lại được bản tính tò mò, Digivice và huy hiệu của mình một cách dễ dàng. Babumon có thể tiến hóa trở lại thành Tentomon và lên Kabuterimon để đánh bại Vademon nhưng bị hắn phản công lại. Lúc này, Kōshirō dùng huy hiệu của mình giúp Kabuterimon siêu tiến hóa thành AtlurKabuterimon rồi phá hủy vùng không gian của Vademon. Điều đó đã tạo ra một vụ nổ lớn gây chú ý đến anh em Yamato và Takeru. | |                      |                           |
| 25 | "Bạo chúa ngủ say! TonosamaGekomon" "Nemureru Boukun! Tonosamagekomon" (眠れる暴君! トノサマゲコモン)                                                           | 29 tháng 8 năm 1999  | 22 tháng 12 năm 2016      |
| Mimi đến lâu dài của Gekomon ở bên kia bờ hồ và đồng ý làm công chúa của họ và giúp đánh thức lãnh chúa của họ bằng giọng hát của mình. Thế nhưng bản tính tiểu thư của Mimi từ đó lại nổi lên khi cô tìm cách gây khó dễ cho Gekomon bằng những đòi hỏi thái quá của mình. Taichi và Jō biết được mọi chuyện nên đã tìm hết mọi cách để khuyên răn Mimi cũng như giúp Gekomon đánh thức thay cho cô nhưng không được. Thế rồi, kết quả nhận được là nhóm Taichi bị Mimi xua đuổi, thậm chí là bị tống ngục chung với Palmon. Đêm hôm đó, Mimi gặp ác mộng mình vừa gặp nguy hiểm vừa bị mọi người bỏ rơi. Khi tính lại, cô thấy Sora vừa trèo vào phòng chỉ ra lỗi lầm của mình. Ngay trong đêm, Mimi cho thả nhóm Taichi và đồng ý giúp Gekomon đánh thức lãnh chúa của họ là TonosamaGekomon. Thế nhưng khi vừa thức dậy, TonosamaGekomon quay lại tấn công những ai có mặt xung quanh hắn. Palmon tiến hóa thành Togemon bảo vệ Mimi còn Greymon tiến hóa lên MetalGreymon đánh sập căn lầu của TonosamaGekomon, trước đó Togemon đã đưa Mimi ra khỏi đó. Sáng hôm sau, Mimi theo nhóm Taichi quay trở lại nơi Taichi tách nhóm Yamato. | |                      |                           |
| 26 | "Đôi cánh tỏa sáng! Garudamon" "Kagayaku Tsubasa! Garudamon" (輝く翼! ガルダモン)                                                                               | 5 tháng 9 năm 1999   | 26 tháng 12 năm 2016      |
| Nhóm Taichi và nhóm Yamato tập hợp lại và cùng nhau đi tìm Sora. Thế nhưng, cô chỉ đứng sau giúp nhóm Taichi tiêu diệt Flymon rồi nhanh chóng bỏ đi nhưng Taichi, Yamato và Takeru vừa đuổi theo kịp và gữi lại, trong khi Kōshirō, Jō và Mimi đi theo sau. Sau đó, Sora cho biết là cô đã nghe lén cuộc đối thoại giữa Vamdemon và PicoDevimon rồi biết được ý nghĩa của các huy hiệu mà Taichi, Yamato, Takeru, Kōshirō, Jō, Mimi và Sora có được lần lượt là Dũng Khí, Tình Bạn, Hy Vọng, Tri Thức, Chân Thành, Tinh Khiết và Tình Yêu. Dù vậy bản thân Sora cũng bị PicoDevimon chi phối nên cô liệng huy hiệu của mình đi nếu Taichi không can ngăn và trấn tĩnh lại. Nửa đêm, PicoDevimon tấn công Sora nhưng Piyomon ra che chắn kịp thời nên hắn bị nhóm bạn phát hiện và truy đuổi. Đến lúc này, Vamdemon xuất hiện tấn công nhóm bạn. Piyomon tiến hóa lên Birdramon hỗ trợ nhóm Greymon mặc cho Sora can ngăn. Lúc đó Sora mới hiểu ra mọi chuyện để rồi huy hiệu của cô phát sáng. Sora dùng huy hiệu của mình vừa phát sáng giúp Birdramon siêu tiến hóa thành Garudamon đẩy lui Vamdemon rồi nhanh chóng đưa nhóm Taichi rút lui. | |                      |                           |
| 27 | "Thành trì bóng đêm, Vamdemon" "Yami no Shiro Vandemon" (闇の城ヴァンデモン)                                                                                    | 12 tháng 9 năm 1999  | 27 tháng 12 năm 2016      |
| Gennai báo cho nhóm Taichi là nhóm bạn có thêm đồng minh ở thế giới số kèm theo thông tin là Vamdemon đang chuẩn bị lên đường sang thế giới thực để truy lùng mà sát hại đứa trẻ được chọn đó. Không một ngần ngại, nhóm bạn xâm nhập vào lâu đài của Vamdemon thì đúng như những gì Gennai nói vì hắn lo sợ mình sẽ không toàn mạng nếu nhóm Taichi tìm được đứa trẻ được chọn thứ 8 như lời tiên tri đã báo trước nên đã chuẩn bị lên đường để ngăn lời tiên tri đó được ứng nghiệm. Nhóm bạn tìm đến nơi Vamdemon sẽ qua thế giới thực nhưng đã bị bại lộ. Nhóm Agumon đành phải tiến hóa ngăn đám quân của Vamdemon tấn công trong khi nhóm bạn ngăn hắn mở cánh cửa để đi qua thế giới thực. Thế nhưng đến lúc này cánh cổng đã mở và Vamdemon đã đi qua đó. Taichi cố gắng chạy qua cánh cửa đuổi theo Vamdemon nhưng không kịp vì cánh cửa đã đóng lại. | |                      |                           |
| 28 | "Truy đuổi! Mau trở về Nhật Bản" "Tsuigeki! Nippon he Isoge" (追撃! 日本へ急げ)                                                                                 | 19 tháng 9 năm 1999  | 28 tháng 12 năm 2016      |
| Gennai biết được mọi chuyện nên ông đã mời nhóm Taichi về nhà mình ở dưới đáy hồ. Ở đó, ông chỉ ra cho nhóm bạn vai trò của những đứa trẻ được chọn như mình và giúp họ mở được cánh cửa mà Vamdemon đã đi qua rồi nâng cấp Bộ phân tích Digimon (Digimon Analyzer) trong máy tính của Kōshirō. Hôm sau, nhóm bạn quay lại lâu đài của Vamdemon và trở lại cánh cửa đó. Tuy nhiên, nhóm bạn phải đánh nhanh diệt gọn các Digimon thuộc hạ của Vamdemon trong khi Taichi và Kōshirō phải giải mã các thẻ bài mà Gennai đã đưa để mở cánh cửa. Thế nhưng, do bị thừa một lá bài so với 9 ô trên bàn đá để mở khóa cánh cửa, Taichi đành phải chọn đại một lá để quyết định. Thế rồi cảnh cửa mở ra mà nhóm bạn nhanh chóng chạy vào trong thì cũng là lúc lâu đài của Vamdemon sụp đổ. Khi tỉnh lại, nhóm bạn nhận ra mình đang ở trước ngôi đền trên đỉnh đồi gần khu cắm trại, nơi mà nhóm bạn đã tránh bão tuyết cùng với nhóm Koromon đã đi theo mình. | |                      |                           |
| 29 | "Chạm trán Mammon ở Hikarigaoka!" "Manmon Hikarigaoka Daigekitotsu!" (マンモン光が丘大激突!)                                                                    | 26 tháng 9 năm 1999  | 29 tháng 12 năm 2016      |
| Sau khi vừa trở về, nhóm Taichi ngay lập tức đi thẳng đến Hikarigaoka, Nerima, Tokyo để tìm tung tích của đứa trẻ thứ 8 cũng như ngăn chặn Vamdemon. Trong khi đó hắn sai một thuộc hạ khác là Tailmon đi tìm đứa trẻ đó nhưng không có kết quả. Khi đến Hikarigaoka, nhóm Taichi nhận ra mình đã từng sinh sống ở đây trước khi chuyển về Odaiba. Đúng lúc đó, một Digimon khác của Vamdemon là Mammon đang gây hỗn loạn ở đó. Do nhóm Koromon không để địch lại Mammon nên chỉ có Piyomon có thể tiến hóa lên thể Hoàn hảo mới có thể tiêu diệt được nó. Trong trận đánh này, Taichi nhớ lại một trận chiến khác vào 4 năm trước, Khi đó quả trứng xuất hiện trong nhà của Taichi và Hikari rồi nở ra Botamon và tiến hóa lần lượt thành Koromon và Agumon, đến đêm hai anh em Taichi chứng kiến Agumon tiến hóa thành Greymon chiến đấu với một Digimon khác. Sau đó, nhóm Taichi nhanh chóng rời khỏi Hikarigaoka để tránh bị cảnh sát giữ lại tra hỏi. | |                      |                           |
| 30 | "Digimon khổng lồ đến Tokyo" "Dejimon Tōkyō Daiōdan" (デジモン東京大横断)                                                                                       | 3 tháng 10 năm 1999  | 2 tháng 1 năm 2017        |
| Do không thể tìm được đồng minh của mình nên nhóm Taichi quay về Odaiba. Thế nhưng, nhóm bạn bị lạc đường qua Shinjuku vì ngủ quên trên tàu điện ngầm. Ở đó, nhóm bạn dùng toàn bộ số tiền mà mình mang theo để chi trả cho việc ăn uống của nhóm. Chính vì thế, nhóm bạn không còn tiền để đi tàu điện ngầm mà phải quá giang một chiếc xe khác để về Odaiba. Dọc đường, nhóm bạn bị Gesumon tấn công, Gomamon phải tiến hóa lên Ikkakumon để tiêu diệt Gekumon. Để tránh mọi người gây chú ý, nhóm bạn phải nhờ Ikkakumon đưa về Odaiba. | |                      |                           |
| 31 | "Raremon! Tấn công vịnh Tokyo" "Raremon! Tōkyōwan Shūgeki" (レアモン! 東京湾襲撃)                                                                               | 10 tháng 10 năm 1999 | 3 tháng 1 năm 2017        |
| Nhóm bạn trở về nhà nhưng phải bí mật đưa Digimon về nhà mà không bị bố mẹ phát hiện. Trong khi đó, chú mèo Miko của Taichi thấy một chiếc Digivice khác trong nhà nên đã đem đi mất. Đêm hôm đó, Kōshirō nhận được tín hiệu từ chiếc Digivice đó nên đã đuổi theo mà không hề biết nó đang bị một con quạ tha đi. Khi đến bến cảng gần vịnh Tokyo thì cậu phát hiện Raremon từ dưới biển đi lên tấn công cậu. Tentomon buộc phải tiến hóa để tiêu diệt Raremon vì không ai có thể đến giúp Kōshirō được. Sau đó, Taichi nhận được tín hiệu của chiếc Digivice đó đang đi ngang qua nhà mình. | |                      |                           |
| 32 | "Tháp Tokyo nóng chảy! DeathMeramon" "Atsui ze Tōkyō Tower! Desumeramon" (熱いぜ東京タワー! デスメラモン)                                                       | 17 tháng 10 năm 1999 | 4 tháng 1 năm 2017        |
| Sáng hôm sau, nhóm Taichi tập hợp lại bàn kế hoạch đi tìm đứa trẻ thứ 8 và cuối cùng tất cả mỗi người chia nhau ra tìm trong khi Jō tìm cách liên lạc với những đứa trẻ khác qua những cuốn danh bạ mà nhóm bạn đem đến. Trong khi đó, Hikari ra ngoài công viên để tìm chú mèo của mình thì gặp Tailmon đang đi ngang qua đó. Lúc này Tailmon bắt đầu nghi ngờ Hiakri có thể là đứa trẻ mà Vamdemon đang tìm nên đã bí mật bám theo cô về nhà. Sau một thời gian tìm kiếm, Sora và Mimi đi lên tháp Tokyo, lúc này, một người đàn ông khác hiện nguyên hình là DeathMeramon tấn công và làm bẻ cong ngọn tháp. Taichi và Kōshirō phát hiện từ xa nên đã bay đến hỗ trợ nhóm Sora nhưng không thể đánh được. Cuối cùng, Greymon phải tiến hóa lên MetalGreymon tiêu diệt DeathMeramon. Trong khi đó, Tailmon rời khỏi nhà Taichi mà vẫn đinh ninh Hikari là đứa trẻ mà mình đang cần tìm. | |                      |                           |
| 33 | "Pumb và Gotsu là Digimon hệ Shibuya" "Pampu to Gotsu ha Shibuyakei Dejimon" (パンプとゴツは渋谷系デジモン)                                                     | 24 tháng 10 năm 1999 | 5 tháng 1 năm 2017        |
| Tối hôm đó, Yamato đưa Takeru về nhà mẹ mình ở Setagaya. Khi vừa đến Shibuya, Takeru to tiếng với Patamon vì bị đụng chạm đến chuyện gia đình của mình nên Patamon giận dỗi bỏ đi. Khi rời khỏi ga, hai anh em gặp Pumpmon và Gotsumon đang gây rắc rối với những người xung quanh nên đã ra can ngăn và kiềm chế chúng. Thế rồi Pumpmon và Gotsumon cứ thế bám chặt hai anh em cho đến khi Vamdemon xuất hiện và sai chúng lấy huy hiệu của Yamato và Takeru thay vì đi tìm đứa trẻ thứ 8. Thế nhưng cả hai không còn muốn như vậy do đã đi theo hai anh em nên đã bị Vamdemon trừ khử. Sự phẫn nộ của Yamato khiến Gabumon tiến hóa để trả thù cho Pumpmon và Gotsumon. Takeru nhận ra cái sai của mình và lúc này, Patamon tiến hóa lên Angemon đến hỗ trợ Garurumon nhưng đòn tấn công của cả hai tạo nên vụ nổ ở trên trời rồi Vamdemon đã tẩu thoát từ lúc nào. Sau đó cả hai anh em tiếp tục đi đến Setayaga. | |                      |                           |
| 34 | "Giao ước định mệnh! Tailmon" "Unmei no Kizuna! Teirumon" (運命の絆! テイルモン)                                                                                | 31 tháng 10 năm 1998 | 9 tháng 1 năm 2017        |
| Tailmon vẫn còn đinh ninh Tailmon là đứa trẻ thứ 8 mà nhóm Taichi và Vamdemon đang cần tìm. Trong khi đó, Wizarmon vô tình tìm thấy một chiếc Digivice trong tổ quạ nên đã nhặt về và đến gặp Tailmon. Biết được sự đinh ninh của Tailmon, Wizarmon nhắc lại những gì cô đã làm cho anh cũng như bản thân Tailmon đã trải qua cuộc sống như thế nào. Cuối cùng, Taimon đến tìm Hikari và đưa Digivice về phía cô, tức thì nó phát ra ánh sáng khi cô vừa chạm vào trước sự chứng kiến của Wizarmon. Lát sau, Taichi tưởng Tailmon đến tấn công mình nhưng khi nghe được mọi chuyện thì cậu nhận ra em gái mình chính là đồng đội mà nhóm bạn cần tìm. Sau đó, Taichi giữ Digivice của Hikari, còn Tailmon và Wirzarmon đi đến sào huyệt của Vamdemon để lấy huy hiệu Ánh Sáng (thật) cho Hikari. Thế nhưng, khi vừa lấy được huy hiệu thì cả hai bị Vamdemon phát hiện. Thế rồi Wizarmon bị Vamdemon ném xuống biển cùng huy hiệu, còn Tailmon bị hắn bắt làm con tin. | |                      |                           |
| 35 | "Tiên nữ ở Odaiba! Lilimon khoe sắc" "Odaiba no Yousei! Ririmon Kaika" (お台場の妖精! リリモン開花)                                                             | 7 tháng 11 năm 1999  | 10 tháng 1 năm 2017       |
| Vamdemon tạo làn sương mù dày đặc từ đêm hôm trước. Sáng hôm sau, hắn sai toàn bộ thuộc hạ của mình bắt toàn bộ người dân ở Odaiba, Từ lớn đến bé đều bị tập trung tại Tokyo Big Sight gần nơi đội bóng của Sora thường lui tới. Tuy nhiên, chỉ có hai anh em nhà Taichi, hai cha con Yamato và mẹ của Sora may mắn thoát nạn. Agumon tiến hóa lên Greymon để cứu mẹ của Taichi nhưng bị Phantomon đánh trọng thương nên phải rút lui. Do đa số thuộc hạ của Vamdemon là Bakemon cộng thêm nhớ lại lúc đánh Bakemon ở thế giới số, Sora chỉ đạo cùng mọi người nổi lên chống trả để tìm đường thoát. Thế nhưng khi vừa ra khỏi đó thì bị DarkTyranomon chặn đường. Palmon tiến hóa lên Togemon tấn công nhưng không được. Mimi bạt khóc khi thấy cảnh tượng hỗn loạn đang xảy ra để rồi huy hiệu của cô phát sáng. Mimi dùng huy hiệu của mình vừa phát sáng giúp Togemon siêu tiến hóa thành Lilimon khống chế DarkTyranomon. Tuy nhiên, Vamdemon xuất hiện giết chết DarkTyranomon và Phantomon ngăn chặn nhóm người đang phản kháng. | |                      |                           |
| 36 | "Phá vỡ rào cản! Tia sét của Zudomon!" "Kekkai Toppa! Zudomon Supāku!" (結界突破! ズドモンスパーク！)                                                           | 14 tháng 11 năm 1999 | 11 tháng 1 năm 2017       |
| Cả gia đình Kōshirō cũng thoát nạn nhờ kết giới do cậu tạo ra. Sau đó, cậu đi đến đài truyền hình Fuji vì biết được sương mù bắt nguồn từ đó. Trong khi đó, Lilimon bị Vamdemon đánh bại nhưng được Sora và Birdramon đưa ra khỏi đó và đến nơi Yamato cùng hai anh em Taichi và Hikari đang ẩn nấp ở đối diện đài truyền hình, sau đó hắn cho lùa đám trẻ còn lại trước mặt để Tailmon nhận diện. Cùng lúc này, hai mẹ con Takeru vừa đến Shimbashi thì gặp Jō đang ở đó từ sáng. Do chuyến tàu đến Odaiba không hoạt động nên Jō và Takeru nhờ Ikkakumon đưa đến đó. Nhưng khi vừa đến cầu Cầu Vồng thì bị MegaSreadramon tần công khiến cả Jō lần Takeru rơi xuống biển. Jō cứu Takeru rồi để mình chìm xuống biển rồi huy hiệu của cậu phát sáng giúp Ikkakumon siêu tiến hóa thành Zudomon. Zudomon cứu Jō và Takeru rồi tiêu diệt MegaSeadramon, sau đó tiếp tục hành trình. Dọc đường, Jō và Takeru cứu Wizarmon cùng với huy hiệu của Hikari. Phantomon phát hiện chỗ ẩn nấp của Yamato, Sora và Hikari nên hắn tấn công họ. Gabumon và Birdramon tiến hóa để trống trả lại nhưng bị hắn đánh bại. Vì không muốn ai vì mình mà phải chết nên Hikari tự nhận mình là đứa trẻ được chọn thứ 8.                                                                                        | |                      |                           |
| 37 | "Tiến hóa hoàn hảo! Angewomon lấp lánh" "Kanzentai Sou Shingeki! Kirameku Enjeūmon" (完全体総進撃! きらめくエンジェウーモン)                                    | 21 tháng 11 năm 1999 | 12 tháng 1 năm 2017       |
| Hikari bị Phantomon đưa vào trong đài truyền hình, trong khi đó, Vamdemon đang đến đó sau khi gây mê đám trẻ con còn lại, trong đó có Mimi nhưng được Taichi đánh thức và nhanh chóng quay lại đài truyền hình. Jō, Takeru và Wizarmon cũng có mặt, rối tất cả nhanh chóng đi vào tòa nhà trong khi các Digimon của mình đang chiến đấu ở bên ngoài. Khi đến nơi, Kabuterimon và Lilimon kịp thời ngăn chặn Vamdemon khi hắn chuẩn bị thủ tiêu Hikari. Yamato ra hiệu cho các Digimon của nhóm bạn vừa tiêu diệt thuộc hạ của Vamdemon xong lên ứng cứu. Cùng lúc đó, Taichi, Greymon và Mimi vừa đến kịp lúc và MetalGreymon được tiến hóa cùng với các Digimon khác tiêu diệt Vamdemon để cứu Hikari nhưng không được. Tình thế buộc Patamon tiến hóa thành Angemon gây sát thương cho Vamdemon và tiêu diệt Phantomon. Thế nhưng, hắn lợi dụng sơ hở của nhóm bạn mà tung đòn giết chết Hikari nhưng Wizarmon lấy thân che chắn cho cô và Tailmon rồi tắt thở. Sự hi sinh đó giúp Tailmon siêu tiến hóa thành Angewomon và tiêu diệt Vamdemon. Tuy vậy mà sương mù vẫn chưa tan. | |                      |                           |
| 38 | "Hồi sinh! Ác quỷ VenomVamdemon" "Fukkatsu! Maou Venomuvandemon" (復活! 魔王ヴェノムヴァンデモン)                                                               | 28 tháng 11 năm 1999 | 16 tháng 1 năm 2017       |
| Kōshirō nhận ra được sự thật về mình sau khi bố mẹ mình tiết lộ cậu là con nuôi của họ. Trong khi đó, PicoDevimon thu thập mọi dữ liệu từ các thuộc hạ để Vamdemon hồi sinh. Kōshirō biết được thời điểm Vamdemon hồi sinh nên đã hối Taichi và Yamato cùng hai đứa em của mình ra ngăn chặn trước 6 giờ (chiều) 6 phút 6 giây nhưng không kịp, Vamdemon hồi sinh và trở thành VenomVamdemon. Agumon, Gabumon, Patamon và Tailmon phải tiến hóa để đánh bại Venom Vamdemon nhưng vì hắn mạnh nên không thể đánh bại được. Theo như lời tiên tri mà Gennai đã gửi cho Kōshirō, Angemon và Angewomon bắn mũi tên vào Yamato và Taichi rồi Agumon và Gabumon lần lượt tiến hóa vượt cấp lên thể Cùng cực thành WarGreymon và MetalGarurumon. | |                      |                           |
| 39 | "Hai thể cùng cực! Hạ gục bóng đêm!" "Ni Daikyūkyoku Shinka! Yami wo Buttobase!" (二大究極進化! 闇をぶっとばせ!)                                                | 5 tháng 12 năm 1999  | 17 tháng 1 năm 2017       |
| Agumon và Gabumon lần lượt tiến hóa vượt cấp lên thể Cùng cực thành WarGreymon và MetalGarurumon sau khi Angemon và Angewomon bắn mũi tên vào Yamato và Taichi. Sau đó Jō, Sora và Mimi đến hỗ trợ Nhờ đó mà nhóm bạn đã tiêu diệt VenomVamdemon và mọi thứ trở về bình thường giữa đống tro tàn. Thế nhưng, nhóm bạn phát hiện bầu trời đêm bị xé thành nhiều mảng và bất cứ ai có thể thấy thế giới số ở giữa vết rách đó. Trước dự tính cực kì nghiêm trọng đó, nhóm bạn Taichi quyết định quay lại thế giới số để đối mặt với những cuộc chiến cuối cùng. | |                      |                           |
| 40 | "Tứ Đại vương đỉnh núi tà ác! Dark Masters" "Ma no Yama no Shitenō! Dāku Masutāzu" (魔の山の四天王! ダークマスターズ)                                           | 12 tháng 12 năm 1999 | 18 tháng 1 năm 2017       |
| 41 | "Chúa tể đại dương! MetalSeadramon" "Araburu Umi no Ou! Metarusīdoramon" (荒ぶる海の王! メタルシードラモン)                                                     | 19 tháng 12 năm 1999 | 19 tháng 1 năm 2017       |
| 42 | "Đáy biển tĩnh lặng, Whamon" "Chinmoku no Kaitei Hoēmon" (沈黙の海底ホエーモン)                                                                                 | 26 tháng 12 năm 1999 | 23 tháng 1 năm 2017       |
| 43 | "Trò chơi nguy hiểm! Pinochimon" "Kiken na Yūgi! Pinokkimon" (危険な遊戯! ピノッキモン)                                                                         | 9 tháng 1 năm 2000   | 24 tháng 1 năm 2017       |
| 44 | "Jyureimon và khu rừng đa nghi Adventure" "Mayoi no Mori no Jyureimon" (迷いの森のジュレイモン)                                                                 | 16 tháng 1 năm 2000  | 25 tháng 1 năm 2017       |
| 45 | "Thể cùng cực đối đầu! WarGreymon vs MetalGarurumon" "Kyūkyokutai Gekitotsu! Wōgureimon tai Metarugarurumon" (究極体激突! ウォーグレイモンVSメタルガルルモン』) | 23 tháng 1 năm 2000  | 26 tháng 1 năm 2017       |
| 46 | "MetalEtemon trả thù" "Metaru Etemon no Gyakushū" (メタルエテモンの逆襲)                                                                                        | 30 tháng 1 năm 2000  | 30 tháng 1 năm 2017       |
| 47 | "Gió! Ánh sáng! SaberLeomon" "Kaze yo! Hikari yo! Sāberureomon" (風よ! 光よ! サーベルレオモン)                                                                  | 6 tháng 2 năm 2000   | 31 tháng 1 năm 2017       |
| 48 | "Lệnh khai hỏa! Mugendramon" "Bakugeki Shirei! Mugendoramon" (爆撃指令! ムゲンドラモン)                                                                         | 13 tháng 2 năm 2000  | 1 tháng 2 năm 2017        |
| 49 | "Tạm biệt Numemon" "Saraba Numemon" (さらばヌメモン) | 20 tháng 2 năm 2000  | 2 tháng 2 năm 2017        |
| 50 | "Mỹ nhân đại chiến! LadyDevimon" "Onna no Tatakai! Redidebimon" (女の戦い! レディデビモン)                                                                      | 27 tháng 2 năm 2000  | 6 tháng 2 năm 2017        |
| 51 | "Tên hề từ địa ngục, Piemon" "Jigoku no Doukeshi Piemon" (地獄の道化師 ピエモン)                                                                                | 5 tháng 3 năm 2000   | 7 tháng 2 năm 2017        |
| 52 | "Thanh kiếm thần! HolyAngemon" "Hōkō! Ikkakumon" (Seikenshi! Hōrīenjemon)                                                                                       | 12 tháng 3 năm 2000  | 8 tháng 2 năm 2017        |
| 53 | "Digimon bóng đêm cuối cùng" "Saigo no Ankoku Dejimon" (最後の暗黒デジモン)                                                                                     | 19 tháng 3 năm 2000  | 9 tháng 2 năm 2017        |
| 54 | "Một thế giới mới" "Aratana Sekai" (新たな世界) | 26 tháng 3 năm 2000  | 13 tháng 2 năm 2017       |

## Phát hành
| Volume    | Số tập          | Ngày phát hành       | Tham khảo |
| --------- | --------------- | -------------------- | --------- |
| Volume 1  | 4 tập (1 - 4)   | 21 tháng 1 năm 2001  | [ 4 ]     |
| Volume 2  | 4 tập (5- 8)    | 21 tháng 2 năm 2001  | [ 5 ]     |
| Volume 3  | 4 tập (9 -12)   | 21 tháng 3 năm 2001  | [ 6 ]     |
| Volume 4  | 4 tập (13 - 16) | 21 tháng 4 năm 2001  | [ 7 ]     |
| Volume 5  | 4 tập (17 - 20) | 21 tháng 5 năm 2001  | [ 8 ]     |
| Volume 6  | 4 tập (21 - 24) | 21 tháng 6 năm 2001  | [ 9 ]     |
| Volume 7  | 4 tập (25 - 28) | 21 tháng 7 năm 2001  | [ 10 ]    |
| Volume 8  | 4 tập (29 - 32) | 10 tháng 8 năm 2001  | [ 11 ]    |
| Volume 9  | 4 tập (33 - 36) | 21 tháng 9 năm 2001  | [ 12 ]    |
| Volume 10 | 4 tập (37 - 40) | 21 tháng 10 năm 2001 | [ 13 ]    |
| Volume 11 | 4 tập (41 - 44) | 21 tháng 11 năm 2001 | [ 14 ]    |
| Volume 12 | 5 tập (45 - 49) | 7 tháng 12 năm 2001  | [ 15 ]    |
| Volume 13 | 5 tập (50 - 54) | 21 tháng 1 năm 2002  | [ 16 ]    |

| Volume   | Thứ tự đĩa | Số tập          | Ngày phát hành      | Tham khảo |
| -------- | ---------- | --------------- | ------------------- | --------- |
| Volume 1 | DVD 1      | 6 tập (1 - 6)   | 23 tháng 7 năm 2004 | [ 17 ]    |
| Volume 1 | DVD 2      | 6 tập (7- 12)   | 23 tháng 7 năm 2004 | [ 17 ]    |
| Volume 1 | DVD 3      | 6 tập (13 -18)  | 23 tháng 7 năm 2004 | [ 17 ]    |
| Volume 2 | DVD 4      | 6 tập (19 - 24) | 23 tháng 7 năm 2004 | [ 17 ]    |
| Volume 2 | DVD 5      | 6 tập (25 - 30) | 23 tháng 7 năm 2004 | [ 17 ]    |
| Volume 2 | DVD 6      | 6 tập (31 - 36) | 23 tháng 7 năm 2004 | [ 17 ]    |
| Volume 3 | DVD 7      | 6 tập (37 - 42) | 23 tháng 7 năm 2004 | [ 17 ]    |
| Volume 3 | DVD 8      | 6 tập (43 - 48) | 23 tháng 7 năm 2004 | [ 17 ]    |
| Volume 3 | DVD 9      | 6 tập (49 - 54) | 23 tháng 7 năm 2004 | [ 17 ]    |

| Volume   | Thứ tự đĩa | Số tập          | Ngày phát hành       | Tham khảo |
| -------- | ---------- | --------------- | -------------------- | --------- |
| Volume 1 | DVD 1      | 6 tập (1 - 6)   | 21 tháng 12 năm 2007 | [ 18 ]    |
| Volume 1 | DVD 2      | 6 tập (7- 12)   | 21 tháng 12 năm 2007 | [ 18 ]    |
| Volume 1 | DVD 3      | 6 tập (13 -18)  | 21 tháng 12 năm 2007 | [ 18 ]    |
| Volume 1 | DVD 4      | 6 tập (19 - 24) | 21 tháng 12 năm 2007 | [ 18 ]    |
| Volume 2 | DVD 5      | 6 tập (25 - 30) | 21 tháng 12 năm 2007 | [ 18 ]    |
| Volume 2 | DVD 6      | 6 tập (31 - 36) | 21 tháng 12 năm 2007 | [ 18 ]    |
| Volume 2 | DVD 7      | 6 tập (37 - 42) | 21 tháng 12 năm 2007 | [ 18 ]    |
| Volume 2 | DVD 8      | 6 tập (43 - 48) | 21 tháng 12 năm 2007 | [ 18 ]    |
| Volume 2 | DVD 9      | 6 tập (49 - 54) | 21 tháng 12 năm 2007 | [ 18 ]    |